# Beate Schroedl-Baurmeister

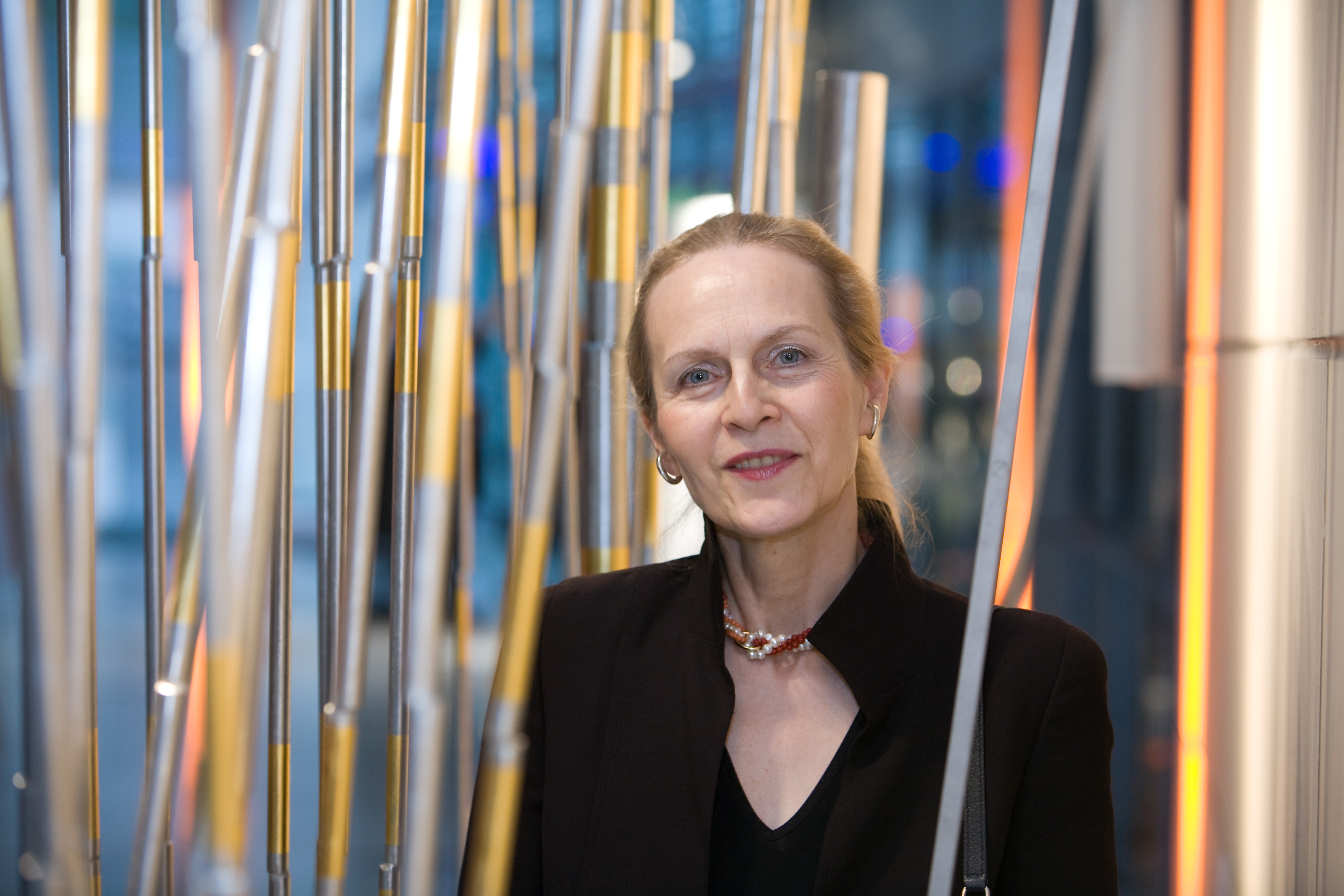
Beate Schroedl-Baurmeister (2009)

Beate Schroedl-Baurmeister (* 1953) ist eine deutsche Bildhauerin.

## Leben
Beate Schroedl-Baurmeister lebte bis zum Abitur in Bamberg. Von 1972 bis 1978 studierte sie an der Staatlichen Akademie der Bildenden Künste Stuttgart, ab 1974 in der Fachklasse Bildhauerei bei Rudolf Hoflehner. Parallel dazu nahm sie ein Studium der Kunstgeschichte an der Universität Stuttgart auf. Beides schloss sie 1978 mit dem ersten Staatsexamen ab. Anschließend studierte sie Freie Bildhauerei an der Hochschule der Künste Berlin und wurde 1983 Meisterschülerin bei Joachim Schmettau. Ihr Referendariat beendete sie 1985 mit dem zweiten Staatsexamen. Danach arbeitete sie drei Jahre als Stipendiatin in den Senatsateliers Am Käuzchensteig in Berlin-Dahlem. Seit 1988 lebt sie in Wuppertal. Dort unterhält sie ihre Werkstatt und ihr Atelier.
Schroedl-Baurmeister hat die Skulptur Schwung geschaffen, die seit 2003 jährlich den Preisträgern des Wuppertaler Wirtschaftspreises als Auszeichnung überreicht wird.
Sie beteiligte sich an Ausstellungen im In- und Ausland, an Biennalen und Triennalen in der Schweiz (Bad Ragaz), England (Hannah Peschar Sculpture Garden), Italien (Florenz), Rumänien (Bukarest) und Österreich (Klagenfurt).

## Werk
Schroedl-Baurmeister arbeitet in Werkgruppen. Dabei widmet sie sich zwei übergreifenden Themen: dem Menschen und der Natur. Bekannt ist sie für ihre abstrakten, teils sechs Meter hohen Edelstahl-Skulpturen. Als Material entdeckte sie schon früh den Stahl für sich. Mit Baustahl entwickelte sie Vorarbeiten für die späteren Plastiken, bis sie im Edelstahl ihr eigentliches Gestaltungsmittel fand.
Zu Beginn ihrer künstlerischen Arbeit standen Figuren und Köpfe im Mittelpunkt, wobei sie überwiegend mit Gips und Keramik arbeitete. Ihre Formensprache wurde zunehmend abstrakter und reduzierter. Sie interpretiert den menschlichen Körper durch Linien und Bögen und konzentriert sich auf Aspekte der Bewegung. Seit 1999 entwickelt sie Werkreihen und Installationen zu Motiven aus der Natur. Sie reduziert Gräser auf ihre formalen Grundstrukturen und überträgt die so gewonnene plastische Idee in die Materialität ihres Werkstoffes Edelstahl. Dabei dienen die Gräser und Halme, die sich scheinbar im Wind biegen, als Metapher der Gesellschaft, die auf neue Herausforderungen reagiert, ohne zu zerbrechen. Ihre Skulpturen stehen stets in Bezug zum Außenraum und in Resonanz mit der Landschaft, so wie die Gräser in Schloss Dyck bei Jüchen.
Seit 2007 konzentriert sie sich auch auf den urbanen Raum, wobei sie Motive aus der Natur in ein städtisches Umfeld einbindet. Der Rhythmus, die Räume und ihre Beziehungen zueinander sowie die Spannung zwischen dem Material und dem realen Raum sind die Fragen, die sie in ihren Skulpturen aufgreift. Dynamik, Schwung und Lebenskraft sind der Impuls.

## Auszeichnungen
- 1972: 1. Preis Junge Kunst, Würzburg.
- 1985: Georg Tappert-Preis, Bundesgartenschau, Berlin.
- 2003: Lorenzo il Magnifico-Preis, 4. Biennale für zeitgenössische Kunst in Florenz.[5]

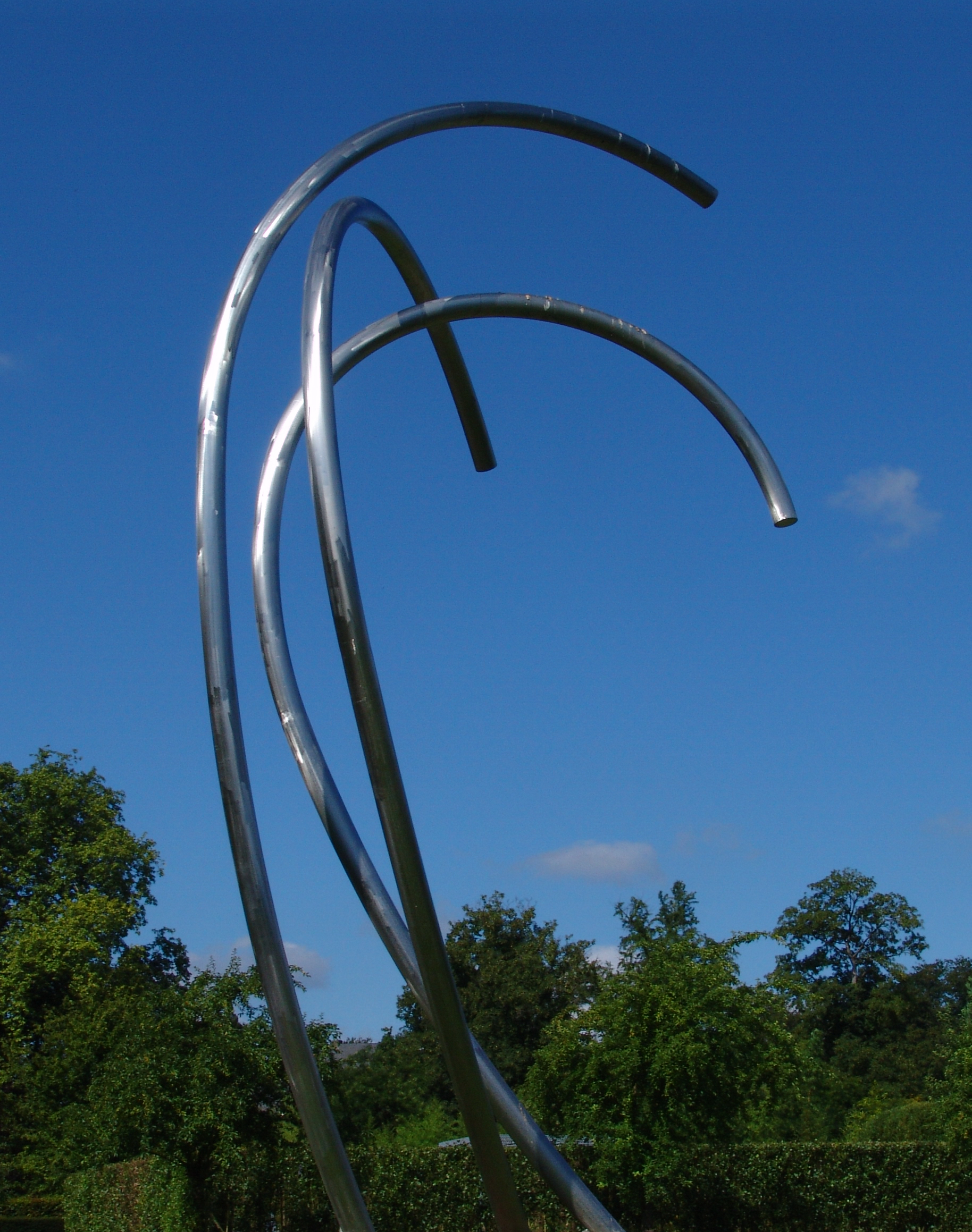
Beate Schroedl-Baurmeister, Im Sturm, 610×300×340 cm, Edelstahl, während einer Ausstellung in Schloss Dyck, Jüchen

## Ausstellungen (Auswahl)
- 1982: Karl-Hofer-Symposium, Hochschule der Künste, Berlin: Abformance
- 1983: Haus der Kunst, München: Große Kunstausstellung
- 1985: Bundesgartenschau, Berlin: Wiesenlabyrinth
- 1996: Ballhaus Nordpark, Düsseldorf: Tanz
- 1997: Zeche Zollverein, Schacht XII, Essen: Stahlfigurationen
- 1997: Nationalgalerie für zeitgenössische Kunst, Bukarest: Zilele culturii contemporane din Wuppertal in Bucuresti
- 1998: Von der Heydt-Kunsthalle, Wuppertal-Barmen: Laut-Malerei
- 1999: Deutsches Werkzeug-Museum, Remscheid: Reservierte Plätze
- 1999: Deutsches Hugenotten-Museum, Bad Karlshafen: Skulptur und Tanz
- 2002: St. Nikolai Kathedrale, Stralsund: Zehn Gebete
- 2002: Schloss Benrath, Düsseldorf: Stahl-Gräser
- 2003: 4. Biennale für zeitgenössische Kunst, Florenz
- 2005: Stiftung Schloss Dyck, Jüchen: Das Fächeln des Windes im Bambus
- 2006: Austria Biennale, Klagenfurt: Die Wiese wachsen hören
- 2006: Deutsches Werkzeug-Museum, Remscheid: Edelstahl
- 2006: Kloster Kamp, Kamp-Lintfort: Die Wiese wachsen hören
- 2007: Haus Schulenburg und Museum für Angewandte Kunst, Gera: Gräser im Wind
- 2009: 4. Schweizerische Triennale der Skulptur, Bad Ragaz und Vaduz
- 2010: Galerie im Schloss Borbeck, Essen: memento mori
- 2010: Gallery Hannah Peschar Sculpture Garden, Surry bei London (jährlich ab 2004)
- 2012: Botanischer Garten, Wuppertal: Schmetterlinge
- 2013: Galerie Altes Rathaus Musberg, Leinfelden-Echterdingen: Gräser
- 2019: Historische Stadthalle Wuppertal Momentum Zeichen setzen für Wuppertal
- 2020: Jakob Leonhards Söhne, Wuppertal, MOMENTUM ON THE MOVE
- 2022: Garten der ehemaligen Galerie Parnass, Wuppertal, MOMENTUM ON THE MOVE
- 2023: Schloss Lüntenbeck, Wuppertal, MOMENTUM ON THE MOVE[6]
- 2024: 60. Kunstbiennale Venedig, Marinaressa-Gärten, MOMENTUM ON THE MOVE, Ausstellung „Personal Structures“, Europäisches Kulturzentrum (ECC)[7]

## Filmografie (Auswahl)
- 1996: Kathinka Frank: Annäherungen – Portrait Beate Schroedl.
- 2003: Schweißen für Florenz – Beate Schroedl. In: WDR Lokalzeit im Oktober 2003.
- 2014: Beate Schroedl-Baurmeister – Portrait. In: WDR Lokalzeit am 24. Mai 2014 (auf YouTube)
- 2018: Bettina Braun: Ateliergespräch – Skulpturen aus Edelstahl.